# Goran Pandev
Goran Pandev (nascut el 27 de juliol de 1983 a Strumica, República Socialista de Macedònia, Iugoslàvia), és un futbolista macedoni que actualment juga de davanter.